# Campanula bipinnatifida
Campanula bipinnatifida là loài thực vật có hoa trong họ Hoa chuông. Loài này được P.H.Davis mô tả khoa học đầu tiên năm 1956.